# Saint-Pierre-sur-Dives
Saint-Pierre-sur-Dives és un municipi francès situat al departament de Calvados i a la regió de Normandia. L'any 2007 tenia 3.636 habitants.

## Demografia

### Població
El 2007 la població de fet de Saint-Pierre-sur-Dives era de 3.636 persones. Hi havia 1.577 famílies de les quals 617 eren unipersonals (278 homes vivint sols i 339 dones vivint soles), 452 parelles sense fills, 351 parelles amb fills i 157 famílies monoparentals amb fills.
La població ha evolucionat segons el següent gràfic:
Habitants censats

### Habitatges
El 2007 hi havia 1.772 habitatges, 1.616 eren l'habitatge principal de la família, 29 eren segones residències i 128 estaven desocupats. 1.089 eren cases i 680 eren apartaments. Dels 1.616 habitatges principals, 691 estaven ocupats pels seus propietaris, 903 estaven llogats i ocupats pels llogaters i 21 estaven cedits a títol gratuït; 71 tenien una cambra, 199 en tenien dues, 375 en tenien tres, 488 en tenien quatre i 484 en tenien cinc o més. 901 habitatges disposaven pel capbaix d'una plaça de pàrquing. A 908 habitatges hi havia un automòbil i a 318 n'hi havia dos o més.

### Piràmide de població
La piràmide de població per edats i sexe el 2009 era:
| Homes | Edats   | Dones |
| ----- | ------- | ----- |
| 0     | 95 o +  | 16    |
| 4     | 90 a 94 | 36    |
| 44    | 85 a 89 | 92    |
| 16    | 80 a 84 | 52    |
| 72    | 75 a 79 | 104   |
| 88    | 70 a 74 | 136   |
| 112   | 65 a 69 | 172   |
| 120   | 60 a 64 | 88    |
| 64    | 55 a 59 | 112   |
| 112   | 50 a 54 | 96    |
| 116   | 45 a 49 | 112   |
| 100   | 40 a 44 | 68    |
| 120   | 35 a 39 | 160   |
| 116   | 30 a 34 | 124   |
| 140   | 25 a 29 | 140   |
| 140   | 20 a 24 | 124   |
| 112   | 15 a 19 | 128   |
| 160   | 10 a 14 | 96    |
| 104   | 5 a 9   | 124   |
| 120   | 0 a 4   | 120   |

## Economia
El 2007 la població en edat de treballar era de 2.083 persones, 1.434 eren actives i 649 eren inactives. De les 1.434 persones actives 1.223 estaven ocupades (674 homes i 549 dones) i 211 estaven aturades (95 homes i 116 dones). De les 649 persones inactives 221 estaven jubilades, 131 estaven estudiant i 297 estaven classificades com a «altres inactius».

### Ingressos
El 2009 a Saint-Pierre-sur-Dives hi havia 1.617 unitats fiscals que integraven 3.403,5 persones, la mediana anual d'ingressos fiscals per persona era de 14.145 €.

### Activitats econòmiques
Dels 213 establiments que hi havia el 2007, 1 era d'una empresa extractiva, 13 d'empreses alimentàries, 5 d'empreses de fabricació d'altres productes industrials, 19 d'empreses de construcció, 53 d'empreses de comerç i reparació d'automòbils, 8 d'empreses de transport, 24 d'empreses d'hostatgeria i restauració, 2 d'empreses d'informació i comunicació, 15 d'empreses financeres, 6 d'empreses immobiliàries, 15 d'empreses de serveis, 30 d'entitats de l'administració pública i 22 d'empreses classificades com a «altres activitats de serveis».
Dels 71 establiments de servei als particulars que hi havia el 2009, 1 era una oficina d'administració d'Hisenda pública, 1 gendarmeria, 1 oficina de correu, 8 oficines bancàries, 2 funeràries, 8 tallers de reparació d'automòbils i de material agrícola, 2 tallers d'inspecció tècnica de vehicles, 2 autoescoles, 2 paletes, 2 guixaires pintors, 7 fusteries, 6 lampisteries, 1 electricista, 8 perruqueries, 1 veterinari, 13 restaurants, 3 agències immobiliàries, 2 tintoreries i 1 saló de bellesa.
Dels 32 establiments comercials que hi havia el 2009, 2 eren supermercats, 1 un supermercat, 1 una gran superfície de material de bricolatge, 1 una botiga de més de 120 m², 6 fleques, 7 carnisseries, 1 una botiga de congelats, 2 llibreries, 2 botigues de roba, 1 una botiga de roba, 1 una botiga d'equipament de la llar, 1 una botiga de material de revestiment de parets i terra, 1 un drogueria, 2 joieries i 3 floristeries.
L'any 2000 a Saint-Pierre-sur-Dives hi havia 11 explotacions agrícoles.

## Equipaments sanitaris i escolars
El 2009 hi havia 1 psiquiàtric, 2 farmàcies i 1 ambulància.
El 2009 hi havia 1 escola maternal i 3 escoles elementals. Saint-Pierre-sur-Dives disposava de 2 col·legis d'educació secundària amb 564 alumnes.

## Personatges il·lustres
- Jacques-Pierre Amette (1943-) escriptor, dramaturg, guionista, biògraf i critic literari. Premi Goncourt 2003.

## Poblacions més properes
El següent diagrama mostra les poblacions més properes.